# Genoveva Kylburg
Genoveva Kylburg (* 1981 in Engelskirchen) ist eine deutsche Kostümbildnerin.
Kylburg studierte an der Internationalen Filmschule Köln im Fachbereich Kostümbild. Ihren ersten abendfüllenden Spielfilm kleidete sie mit Eine Insel namens Udo ein.
2018 wurde sie auf dem Kinofest Lünen für das Beste Kostümbild für den Film Das schönste Paar ausgezeichnet.
Genoveva Kylburg ist Mitglied der Deutschen Filmakademie und im Verband der Berufsgruppen Szenenbild und Kostümbild.

## Filmografie
- 2011: Eine Insel namens Udo
- 2012: Brüder
- 2012: Puppe
- 2015: Babai – Mein Vater
- 2016: Fritz Lang – Der andere in uns
- 2017: 1000 Arten Regen zu beschreiben
- 2017: Rock my Heart
- 2018: Das schönste Paar
- 2018: Liliane Susewind – Ein tierisches Abenteuer
- 2019: Auerhaus
- 2019: Dem Horizont so nah
- 2019: easy love
- 2020: Alles in bester Ordnung
- 2020: Es ist nur eine Phase, Hase
- 2021: Der verlorene Zug
- 2022: Tatort – Murot und das Paradies
- 2023: Schock
- 2024: Tatort – Siebte Etage